# Steve Forrest
Steven Forrest (Modesto, Kalifornia 1986. szeptember 25. –) amerikai zenész, a Placebo nevű együttes dobosa.
Mielőtt csatlakozott a Placebo-hoz, Forrest az Evaline nevű punk-rock zenekarban játszott. 2007 januárjában bejelentette, hogy szeretné elhagyni a zenekart, de velük maradt a 2007-es amerikai turnéjukon. 2008-ban elfoglalta Steve Hewitt megüresedett helyét.
Ellentétben a Placebo két korábbi dobosával, Forrest jobbkezes beállítású dobfelszerelésen játszik, nem balosan.
1. ↑  Discogs (angol nyelven). Discogs . (Hozzáférés: 2017. október 9.)